# جی‌تی‌وی-۵۱۹
جی‌تی‌وی-۵۱۹ (به انگلیسی: JTV-519) یک داروی بلوک‌کننده کانال کلسیم با شناسه پاب‌کم ۹۸۶۸۹۰۲ است. 